# Elias von Steinmeyer
Emil Elias von Steinmeyer, född  den 8 februari 1848 i Nowawes, provinsen Brandenburg, död 13 mars 1922 i Erlangen, var en tysk germanist.
Steinmeyer blev extra ordinarie professor i Strassburg 1873 och ordinarie i Erlangen 1877. Han var verksam framför allt som utgivare (Altdeutsche Studien, 1871; Die althochdeutschen Glossen, fyra band, med Eduard Sievers, 1879–1898, med mera). Åren 1876–90 redigerade han Zeitschrift für deutsches Altertum und deutsche Literatur.